# Antônio Joaquim Pires de Carvalho e Albuquerque
Antônio Joaquim Pires de Carvalho e Albuquerque, primeiro e único barão e visconde com grandeza da Torre de Garcia d'Ávila ComC (Salvador, 12 de fevereiro de 1785 — Salvador, 5 de dezembro de 1852), foi um nobre e militar brasileiro, coronel do Regimento de Milícias e Marinha da Torre, na Casa da Torre, e organizou e comandou o exército libertador que lutou pela Independência do Brasil na Bahia. Era filho do capitão-mor José Pires de Carvalho e Albuquerque e de D. Ana Maria de São José e Aragão.
Casou-se, em 28 de maio de 1834, com sua sobrinha D. Ana Maria de São José e Aragão, filha dos viscondes de Pirajá Joaquim Pires de Carvalho e Albuquerque e D. Maria Luísa de Teive e Argollo.

## Títulos
Capitão de Ordenanças de Santo Amaro da Purificação; capitão-mor da Vila de Santo Amaro da Purificação; oficial Tesoureiro do Regimento de Artilharia da Cidade do Salvador; coronel do regimento de milícias e marinha da Torre; membro do conselho-geral da Bahia e secretário de Estado do governo do Brasil Colônia. Foi familiar do Santo Ofício; comendador da Ordem de Cristo; oficial da Imperial Ordem do Cruzeiro; fidalgo cavaleiro da casa imperial; gentil-homem da câmara; oficial da Imperial Ordem de Avis; grande do Império.
Recebeu o título de Barão da Torre de Garcia d'Ávila em 1 de dezembro de 1822, único título feito no dia da coroação de D. Pedro I, o de visconde em 12 de outubro de 1826, e as honras de grandeza em 18 de julho de 1841.
Foi o último senhor e administrador do morgado da Casa da Torre. Foi pai, entre outros, do Dr. Garcia Dias Pires de Carvalho e Albuquerque, sucessor, senador e deputado à Constituinte, advogado, secretário do Governo da Bahia, que casou com sua prima D. Maria Capitulina de Teive e Argolo, com geração; e de Teresa Cavalcanti Pires de Carvalho e Albuquerque, esposa de Antônio Munis Barreto de Aragão, barão de Mataripe.